# Black Box Recorder
Black Box Recorder é um grupo britânico de Indie Pop.

## Discografia

### Álbuns
- England Made Me (20 de Julho de 1998) (UK #110)
- The Facts of Life (1 de Maio de 2000) (UK #37)
- Passionoia (3 de Março de 2003) (UK #179)

### Singles
- "Child Psychology" (4 de Maio de 1998) (UK #82)
- "England Made Me" (6 de Julho de 1998) (UK #89)
- "The Facts Of Life" (10 de Abril de 2000) (UK #20)
- "The Art Of Driving" (3 de Julho de 2000) (UK #53)
- "These Are The Things" (24 de Fevereiro de 2003) (UK #91)
- "The School Song" (30 de Junho de 2003) (UK #102)
- "Christmas Number One" (Dezembro de 2007, com o Art Brut)

### Coletâneas
- The Worst of Black Box Recorder (21 de Agosto de 2001)